# تغير المناخ والفقر

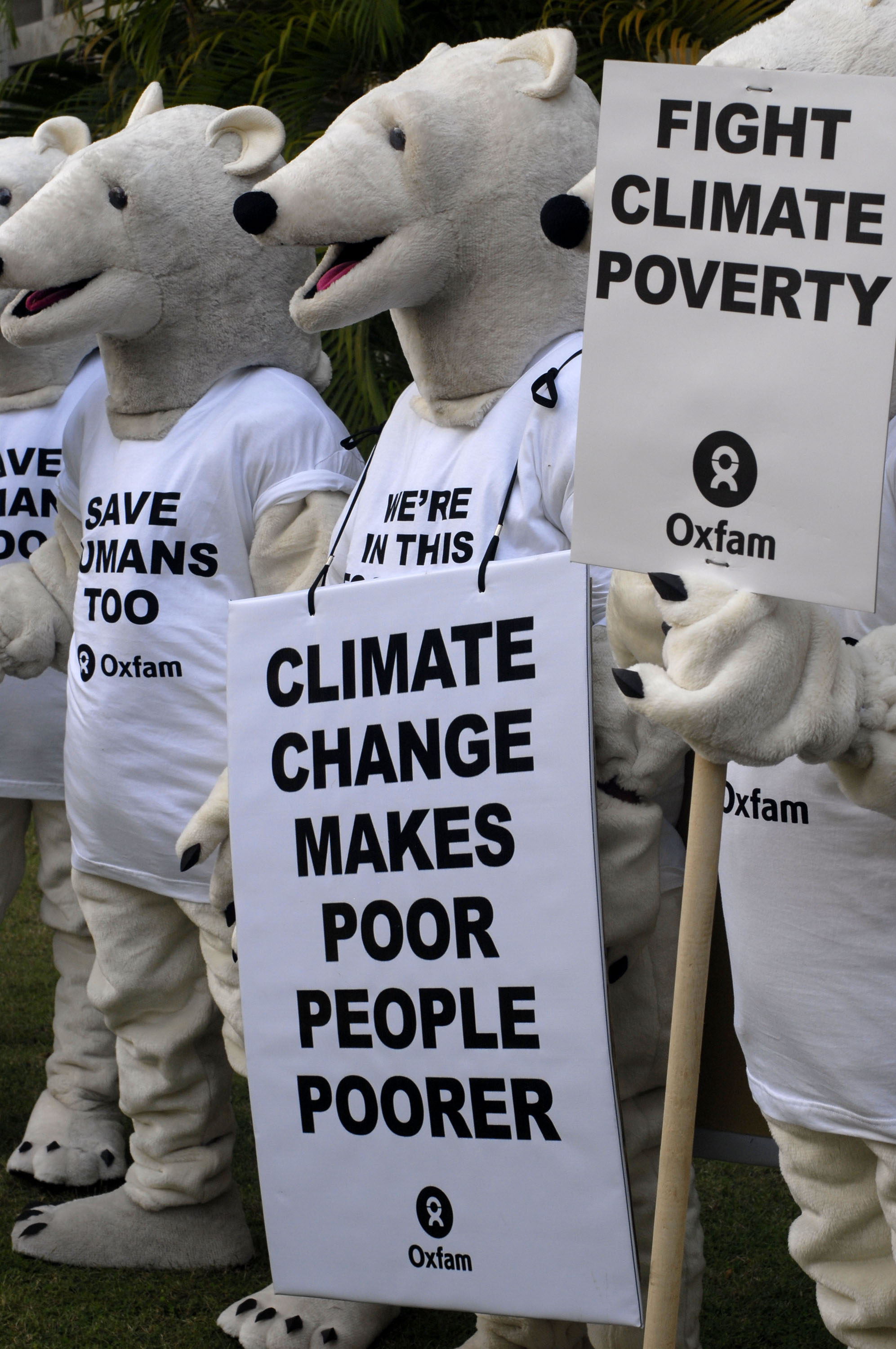

تغير المناخ والفقر حدثان مترابطان. ففي حين يؤثر الاحتباس الحراري على البيئة الطبيعية، ولا سيما الزراعة، فهو يؤثر أيضا على البشر. يزيد تغير المناخ العالمي من الفقر، وخاصة في المجتمعات ذات الدخل المنخفض. كرس المجتمع الدولي القضايا المتشابكة المتعلقة بالتنمية الاقتصادية في أهداف التنمية المستدامة .

## نظرة عامة
تؤثر التأثيرات السلبية لتغير المناخ في الأغلب على المجتمعات الفقيرة والمتدنية الدخل في مختلف أنحاء العالم. لدى الفقراء فرصة أكبر في التعرض للآثار السلبية الخاصة بتغير المناخ. تمثل قابلية الإصابة درجة تعرض نظام ما للآثار الضارة لتغير المناخ، أو عدم قدرته على التصدي لها. وفقا لبرنامج الأمم المتحدة الإنمائي، تعاني البلدان النامية من 99% من الخسائر الناجمة عن تغير المناخ.
يثير تغير المناخ بعض المسائل المتعلقة بأخلاقيات المناخ، وتمثل أقل 50 دولة نموا في العالم مساهمة غير متوازنة بنسبة 1% من انبعاثات غازات الدفيئة على الصعيد العالمي التي ينظر إليها على أنها السبب في الاحتباس الحراري. تطرح مسألة عدالة التوزيع مسائل تتعلق بكيفية تقاسم الفوائد والأعباء المترتبة على خيارات سياسات تغير المناخ.

## آثار الفقر
تؤدي دورة الفقر إلى تفاقم الآثار السلبية المحتملة لتغير المناخ. وتعرف هذه الظاهرة عندما تصبح الأسر الفقيرة حبيسة الفقر طيلة ثلاثة أجيال على الأقل، وعندما تكون فرص الحصول على الموارد محدودة أو معدومة، وتكون محرومة من سبل كسر الدورة. وإلى جانب هذه الصدمات الاقتصادية، يمكن أن تؤثر المجاعة الواسعة الانتشار والجفاف والصدمات الإنسانية المحتملة على الأمة بأسرها. تحد المستويات المرتفعة من الفقر وانخفاض مستويات التنمية البشرية من قدرة الأسر الفقيرة على إدارة المخاطر المناخية. ومع محدودية فرص الحصول على التأمين الرسمي، وانخفاض الدخول، وضآلة الأصول، تضطر الأسر الفقيرة إلى التعامل مع الصدمات المرتبطة بالمناخ في ظل الظروف الصعبة.

## عكس التنمية
تغير المناخ شامل عالميًّا ويمكن أن يؤدي إلى عكس مسار التنمية في بعض المجالات بالطرق التالية:

### الإنتاج الزراعي والأمن الغذائي
يوجد بحث كبير يقارن بين العمليات المترابطة لتغير المناخ والزراعة. يؤثر تغير المناخ على سقوط الأمطار ودرجة الحرارة ومدى توفر المياه للزراعة في المناطق المعرضة للخطر. يمكن أن يؤثر تغير المناخ على الزراعة بطرق عديدة، بما في ذلك الإنتاجية والأعمال الزراعية والآثار البيئية وتوزيع الحيز الريفي. وقد يؤدي تغير المناخ إلى تفاقم انتشار الجوع من خلال الآثار السلبية المباشرة على الإنتاج والآثار غير المباشرة على القوى الشرائية.

### انعدام الأمن المائي
من بين 3 بلايين نسمة من النمو السكاني المتوقع في جميع أنحاء العالم بحلول منتصف القرن الحادي والعشرين، ستولد الغالبية في البلدان التي تعاني بالفعل من نقص المياه. بالنظر إلى الوضع العام لمياه الأرض وظاهرة الاحتباس الحراري، ستتأثر طبيعة هطول الأمطار العالمي، والتبخر، والثلج، وتدفق المياه الجوفية وستحدث بها تغيرات. تشكل مصادر المياه الآمنة ضرورة أساسية للبقاء في المجتمعات. ومن مظاهر أزمة المياه المتوقعة عدم كفاية فرص حصول نحو 884 مليون شخص على مياه الشرب الآمنة، وعدم كفاية فرص الحصول على المياه للصرف الصحي والتخلص من المياه ل 2.5 مليار نسمة.

### ارتفاع مستويات سطح البحر والتعرض للكوارث المناخية
قد ترتفع مستويات سطح البحر بسرعة مع ذوبان الغطاء الجليدي المتسارع. ارتفاع درجات الحرارة العالمية من 3 إلى 4 درجة مئوية قد يؤدي إلى تشريد 330 مليون شخصًا بشكل دائم أو مؤقت عبر حدوث فيضانات البحار، والتي ستؤدي أيضا إلى اشتداد العواصف الاستوائية.

### النظم الايكولوجية والتنوع البيولوجي
من بين التأثيرات المباشرة زيادة الأمراض والوفيات المرتبطة بدرجة الحرارة بسبب موجات الحرارة الطويلة والرطوبة. ويمكن لتغير المناخ أيضا أن يغير النطاق الجغرافي لمرض ينتقل عن طريق ناقلات الأمراض، وتحديدا الأمراض التي تنقلها البعوض مثل حمى الضنك الدموي. لأن تغير المناخ يؤثر على المكونات الأساسية للمحافظة على الصحة الجيدة: الهواء النقي والماء، الغذاء الكافي والمأوى الكافي، ويمكن أن تكون الآثار واسعة الانتشار. يشير تقرير لجنة منظمة الصحة العالمية المعنية بالمحددات الاجتماعية للصحة إلى أن المجتمعات المحلية المحرومة يحتمل أن تتحمل نصيبا غير متناسب من عبء تغير المناخ بسبب زيادة تعرضها للمخاطر الصحية. أكثر من 90% من وفيات الملاريا والإسهال يتحملها أطفال دون سن الخامسة أو أصغر، ومعظمهم في البلدان النامية. فئات السكان الأخرى التي تعاني بشدة هم نساء وشيوخ وأشخاص يعيشون في الدول الجزرية الصغيرة النامية والمناطق الساحلية الأخرى أو المدن الضخمة أو المناطق الجبلية.

### حقوق الإنسان والديمقراطية
في يونيو 2019، حذر مقرر الأمم المتحدة فيليب ألستون من وجود فصل عنصري مناخي يدفع فيه الأثرياء ثمن الإفلات من آثار تغير المناخ في حين يعاني بقية العالم، مما قد يقوض حقوق الإنسان الأساسية والديمقراطية وحتى سيادة القانون. عندما ضربت العاصفة الكبرى ساندي في عام 2012، يقول إن أغلب الناس في مدينة نيويورك تركوا دون طاقة، في حين أن مقر شركة جولدمان ساكس كان يتمتع بمولد خاص وحماية مبالغ بها.